# Arrondissement administratif de Bienne
Pour les articles homonymes, voir Bienne (homonymie) et Biel/Bienne (homonymie).
L'arrondissement administratif de Bienne, appelé Verwaltungskreis Biel/Bienne en allemand, est l'un des dix arrondissements administratifs du canton de Berne en Suisse.
Arrondissement bilingue (français et allemand), il est créé le 1er janvier 2010 en remplacement de l'ancien district de Bienne, ainsi que d'une partie des anciens districts de Nidau et de Büren.
La commune de Bienne est le chef-lieu de l'arrondissement qui compte 19 communes et une population de 90 536 habitants au 31 décembre 2008 pour une superficie de 97,9 km2. Le siège de l'arrondissement se trouve au château de Nidau.

## Liste des communes
| Nom                              | N° OFS | Population (décembre 2022) |
| -------------------------------- | ------ | -------------------------- |
| Aegerten                         | 731    | +002 359,                  |
| Belmont (Bellmund)               | 732    | +001 777,                  |
| Bienne (Biel)                    | 371    | +055 070,                  |
| Brügg                            | 733    | +004 456,                  |
| Douanne-Daucher (Twann-Tüscherz) | 756    | +001 193,                  |
| Evilard (Leubringen)             | 372    | +002 704,                  |
| Gléresse (Ligerz)                | 740    | +000525,                   |
| Ipsach                           | 739    | +003 895,                  |
| Longeau (Lengnau)                | 387    | +005 595,                  |
| Meinisberg                       | 390    | +001 419,                  |
| Mörigen                          | 742    | +000890,                   |
| Nidau                            | 743    | +007 118,                  |
| Orpond (Orpund)                  | 744    | +003 255,                  |
| Perles (Pieterlen)               | 392    | +005 059,                  |
| Port                             | 745    | +003 882,                  |
| Safnern                          | 746    | +002 001,                  |
| Scheuren                         | 747    | +000536,                   |
| Schwadernau                      | 748    | +000693,                   |
| Sutz-Lattrigen                   | 750    | +001 420,                  |
| Total                            | Total  | +103 847,                  |